# Henry Orton Wiley
Henry Orton Wiley (11 novembre 1877 - 22 aout 1961) est un théologien chrétien principalement associé aux disciples de John Wesley qui font partie du mouvement de sanctification. Membre de l'Église du Nazaréen, son œuvre maîtresse Christian Theology est une théologie systématique en trois volumes. 

## Jeunesse et formation
Henry Orton Wiley est né à Marquette, dans le Nebraska, le 11 novembre 1877. La famille Wiley a déménagé en Californie en avril 1886, puis en Oregon en 1893. H. Orton Wiley fut diplômé de la Medford High School dans l'Oregon le 31 mai 1895. Dans sa dernière année de lycée, Wiley fut employé dans une pharmacie locale. Il a alors commencé l'étude de la pharmacie et a reçu son certificat de pharmacie par l'Oregon State Board of Pharmaceutics le 9 mars 1897. Il a ensuite reçu un diplôme en pharmacie en 1897 du National Institute of Pharmacy de Chicago. Wiley s'est converti au christianisme en 1895. Il a rencontré sa femme, Alice, alors qu'il travaillait dans le magasin de son père. Ils se sont mariés en 1902. Wiley décida de poursuivre ses études et obtint une licence ès arts (BA) de l'Université du Pacifique en 1910 et également une licence de théologie (BD) du Pacific Theological Seminary la même année. 

## Carrière dans l'éducation
En 1910, Wiley fut élu doyen du Pacific Bible College sous la présidence de Phineas F. Bresee. Celui-ci demanda à Wiley d'écrire le premier guide de l'établissement. Dans ce document, Wiley défendit le rôle de l'université d'arts libéraux, en soulignant ses fonctions de gardien de la culture et promoteur de l'intensité spirituelle. 
Plus tard, en 1913, Wiley devint lui-même président de l'Université du Nazaréen. Néanmoins il partit en 1916 pour devenir président de l'Idaho-Oregon Holiness School qui fut renommé Northwest Nazarene College sous la direction de Wiley. Il quitta l'Idaho pour redevenir président en Californie en 1927 pour repartir en 1928 et fut une fois de plus président à Pasadena de 1933 à 1949. 
À son arrivée à l'Idaho-Oregon Holiness School, Wiley s'est vu offrir un contrat de dix ans en tant que président, au cours duquel il publia pour l'établissement le premier recueil annuel Oasis et le journal Nazarene Messenger. Il écrivit aussi une déclaration théologique standard de l'Église du Nazaréen en trois volumes. Il « guida l'école entre les Scyllas de l'émotivité et les Charybdes du formalisme. » Sa direction permit à l'institution de devenir un collège d'arts libéraux, un rêve sanctionné par le changement du nom de l'école en Northwest Nazarene College. 

## Théologie
Dans son livre Introduction à la théologie chrétienne. Wiley plaide pour les vues arminiennes de l'expiation illimitée, de l'élection conditionnelle et de la grâce prévenante en opposition aux principaux points du calvinisme. Dans Christian Theology, il souligne que la grâce prévenante, opère de manière continue depuis « l'aube de la vie morale ». Ceci permet d'après lui une coopération synergique avec la volonté humaine qui n'amoindrit pas la responsabilité humaine, ni la dépravation totale de l'homme. Wayne Grudem considère cet ouvrage comme la meilleure théologie systématique arminienne du XXe siècle, mais n’atteignant pas le niveau de celle de John Miley. Wiley défendait la théorie gouvernementale de l'expiation.

## Mémorial / héritage
Orton Wiley est mort d'un cancer le 22 Aout 1961 dans sa résidence de Pasadena. La maison H. Orton Wiley est inscrite au registre national des lieux historiques en partie du fait de son association avec Wiley. 

## Publications

### En français
- H. Orton Wiley et Paul T. Culbertson, Introduction à la théologie Chrétienne, Kansas City, MO, Imprimé pour Éditions Foi Et Sainteté par Beacon Hill Press, 1991 (lire en ligne)

### En anglais
- (en) H. Orton Wiley, « Educational Ideal of the Point Loma Nazarene University », Point Loma Nazarene University, Pasadena, CA,‎ 1913
- (en) H. Orton Wiley, The Logos doctrine of the Prologue of the Fourth Gospel, Berkeley, CA, M.S.T. Pacific School of Religion, 1917
- (en) H. Orton Wiley, Manual of the history, doctrine, government and ritual of the Church of the Nazarene, Kansas City, MO, Nazarene Pub. House, 1919
- (en) E. P. Ellyson et H. Orton Wiley, A study of the pupil, Kansas City, MO, Dept. of Church Schools, Church of the Nazarine, 1930
- (en) E. P. Ellyson et H. Orton Wiley, The principles of teaching, Kansas City, MO, Dept. of Church Schools, Church of the Nazarine, 1931
- (en) H. Orton Wiley, Christian theology, vol. 1, Kansas City, MO, Beacon Hill Press, 1940a (lire en ligne)
- (en) H. Orton Wiley, Christian theology, vol. 2, Kansas City, MO, Beacon Hill Press, 1940b (lire en ligne)
- (en) H. Orton Wiley, Christian theology, vol. 3, Kansas City, MO, Beacon Hill Press, 1940c (lire en ligne)
- (en) H. Orton Wiley et Paul T. Culbertson, Introduction to christian theology, Kansas City, MO, Beacon Hill Press, 1945
- (en) J. Warren Slote et H. Orton Wiley, Questions on Christian theology, Kansas City, MO, Beacon Hill Press, 1946
- (en) H. Orton Wiley, « Christian education », Pasadena College, Pasadena, CA,‎ 1951
- (en) Esther Carson Carson et H. Orton Wiley, Letters of Esther Carson Winans, Kansas City, MO, Beacon Hill Press, 1951
- (en) H. Orton Wiley, The Psychology of holiness. Lectures at Western School of Evangelical Religion, Portland, OR, Western School of Evangelical Religion", 1951
- (en) H. Orton Wiley, The doctrine of God in contemporary philosophical theology, Pasadena, CA, Pasadena College. Division of Graduate Studies in Religion, 1953
- (en) [vidéo] « Reflections ... », H. Orton Wiley, 1955, Hollywood, CA, Neophon
- (en) H. Orton Wiley, God has the answer, Kansas City, MO, Beacon Hill Press, 1956 (lire en ligne)
- (en) H. Orton Wiley, A Study of the philosophy of John Wright Buckham in its application to the problems of modern theology, Kansas City, MO, Nazarene Theological Seminary, 1959
- (en) H. Orton Wiley, The Epistle to the Hebrews, Kansas City, MO, Beacon Hill Press, 1959
- (en) H. Orton Wiley, The harps of God and other sermons, Kansas City, MO, Beacon Hill Press, 1971 (lire en ligne)
- (en) H. Orton Wiley et Ross E. Price, God's covenant with a holy people : college senior week addresses from the prophecy of Isaiah, 1980 (OCLC 8211802)
- (en) H. Orton Wiley, The pentecostal promise ; and "We all do fade as a leaf" : anniversary message given on outstanding occasions, Kansas City, MO, Beacon Hill Press, 1963 (lire en ligne)
- (en) H. Orton Wiley, « The Emancipations of Peace », Publishing House of the Pentecostal Church of the Nazarene, Kansas City, MO, vol. 73, no 5,‎ 1984, p. 8–9
- (en) H. Orton Wiley et Ross E. Price, The Epistle to the Ephesians : a commentary, Salem, OH, Allegheny Publications, 2004

### Citations
1. ↑  Price 2006, p. 257.
2. ↑  Price 2006, p. 14.
3. 1 2  Price 2006, p. 28.
4. ↑  Price 2006, p. 58.
5. ↑  Price 2006.
6. 1 2  Price 2006, p. 51.
7. ↑  Price 2006, p. 138.
8. ↑  Price 2006, p. 95.
9. ↑  Ingersol 1986.
10. ↑  Price 2006, p. 233.
11. ↑  Riley 1988.
12. ↑  Price 2006, p. 113.
13. ↑  Wiley et Culbertson 1945.
14. ↑  Wiley et Culbertson 1945, p. 234-235. « L'arminianisme, qui met l'accent sur la liberté morale et la grâce prévenante, a toujours maintenu l'universalité de l'expiation; en tant que disposition pour le salut de tous les hommes, conditionnée à la foi. Le calvinisme, par contre, par sa doctrine des décrets, son élection inconditionnelle et sa théorie de la satisfaction pénale, a toujours été obligé d'accepter l'idée d'une expiation limitée. »
15. ↑  Wiley 1940b, p. 357.
16. ↑  Wiley 1940b, ., p. 357. « La coopération continue de la volonté humaine avec la grâce originelle de l'Esprit, fusionne directement la grâce prévenante et la grâce salvatrice sans qu'il soit nécessaire de faire une distinction arbitraire entre la « grâce commune » et la « grâce efficace » comme cela se fait dans le système calviniste. [...] En opposition à l'augustinisme qui soutient que l'homme n'a le pouvoir de coopérer avec Dieu qu'après la régénération, l'arminianisme soutient qu'à travers la grâce prévenante de l'Esprit, inconditionnellement accordée à tous les hommes, le pouvoir et la responsabilité du libre arbitre existent dès l'aube de la vie morale. »
17. ↑  Gruden 1994, p. 1230. « Probablement la meilleure théologie systématique arminienne publiée au XXe siècle, mais elle ne rivalise pas à celle de Miley en profondeur académique. »
18. ↑  Shultz 2014, p. 50.
19. ↑  Price 2006, p. 259.

### Sources
- (en) Wayne Grudem, Systematic Theology: An Introduction to Biblical Doctrine, Leicester, England & Grand Rapids, MI, Inter-Varsity Press & Zondervan, 1994
- (en) Ingersol, « Why These Schools? Historical Perspectives on Nazarene Higher Education », Nazarene Archives,‎ 1986 (lire en ligne)
- (en) J. Matthew Price, We Teach Holiness: The Life and Work of H. Orton Wiley (1877-1961), Holiness Data Ministry, 2006 (lire en ligne)
- (en) John Riley, From sagebrush to Ivy: The Story of Northwest Nazarene College... 1913-1988, Nampa, ID, Pacific Press, 1988
- (en) Gary L. Shultz, A Multi-Intentioned View of the Extent of the Atonement, Eugene, OR, Wipf and Stock Publishers, 2014